# Parti anticapitaliste
 (mars 2025).
 (février 2018).
Parti anticapitaliste (turc : Antikapitalist Parti) était une organisation trotskyste en Turquie. 
Elle faisait partie de la Tendance socialiste internationale mené par le Parti socialiste des travailleurs britannique.

## Description
L’origine de ce groupe peut être retracée en 1982, quand Sosyalist İşçi (actuellement le Parti socialiste révolutionnaire des travailleurs) se forma.
Après la fondation du Parti socialiste révolutionnaire des travailleurs en 1997, des problèmes internes apparurent et menèrent à la scission du jeune parti en 1998 quand le groupe İşçi Demokrasisi (Démocratie ouvrière) le quitta. Les directions des Socialist Worker's Party Grecs et Britanniques supportèrent chacune un des deux groupes dans le conflit. Quelque temps après des membres de Démocratie Ouvrière se séparèrent de l’organisation pour créer Anticapitaliste.
Anticapitaliste participe au processus de fondation du Parti de la justice et de la démocratie (en) en 2009, pour finir par se dissoudre en son sein en 2010.

## Sources
- (en) Cet article est partiellement ou en totalité issu de l’article de Wikipédia en anglais intitulé « Anti-capitalist (Turkey) » (voir la liste des auteurs).